# Mord w Bzurach

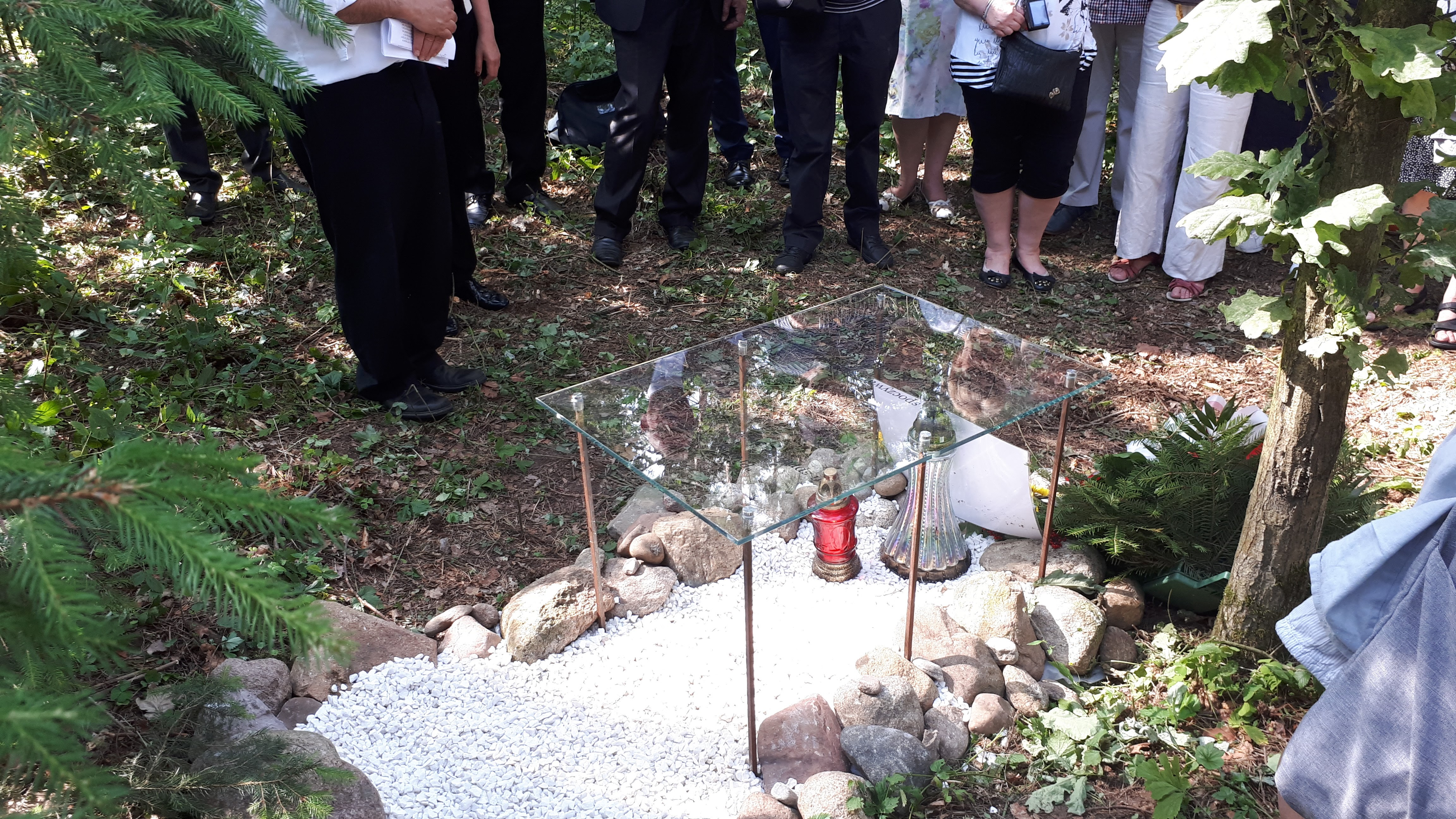
Upamiętnienie miejsca mordu Żydówek z majątku Bzury

Mord w Bzurach – zabójstwo 20 żydowskich kobiet w sierpniu 1941 w Bzurach. Według zeznań składanych w ramach procesów sądowych, tzw. sierpniówek, sprawcami było co najmniej sześciu polskich mężczyzn, z których jeden został skazany.

## Przebieg wydarzeń
Żydzi byli darmową siłą roboczą. Właściciele majątków najmowali kobiety z getta do pracy w gospodarstwach rolnych, płacąc Niemcom z tego tytułu pewną kwotę. Korzyść mieli z tego wszyscy: Niemcy, gdyż otrzymywali pieniądze, Polacy, bo mieli tanią siłę roboczą, Żydzi, bo mogli zdobyć żywność poza gettem.
Żydówki pracujące w majątku Bzury były w wieku od 15 do 30 lat. Zostały wywiezione na wozie do pobliskiego lasu. Tam na kilku z nich przed śmiercią dokonano zbiorowego gwałtu. Zostały one śmiertelnie pobite drewnianymi pałkami okutymi żelazem przy starym okopie, w którym potem zakopano ciała 16 kobiet. Ciała kolejnych 4 kobiet pochowano w drugim grobie, odległym o ok. 20 metrów. Ofiarom przed śmiercią kazano rozebrać się do bielizny, sprawcy zabrali ze sobą odzież i obuwie ofiar.
Do podobnej zbrodni doszło pod niedalekim Szczuczynem. Jej sprawcami było 6 mężczyzn, z których 3 wzięło wcześniej udział w mordzie w Bzurach.

## Śledztwa dotyczące zbrodni
W 2012 śledztwo w tej sprawie zostało wszczęte przez Instytut Pamięci Narodowej. Socjolog badająca zagładę żydowską w Polsce, Barbara Engelking, dotarła do zeznań kilkunastu świadków sporządzonych w 1948. Według nich sprawcami było przynajmniej 6 polskich mężczyzn. Tylko jeden z nich – Stanisław Zalewski – stanął przed sądem i został skazany na karę śmierci, którą później złagodzono na karę więzienia. Jednocześnie Barbara Engelking powiedziała, że nie jest w stanie ocenić, czy zeznanie Stanisława Zalewskiego jest wiarygodne oraz czy nie zostało złożone pod przymusem. Zalewski w czasie  śledztwa i procesu w pierwszej instancji, przyznał się do winy zgwałcenia i zabójstwa kobiet żydowskich, w drugiej instancji odwołał swoje zeznania ale został skazany bo obciążyły go relacje świadków.
„Poszli do majątkowej kuźni i okuli pałki żelazem, ażeby lepiej było zabijać. Gdy furmanki przyjechały pod dom, wypędziliśmy Żydówki z piwnicy i kazali im posiadać na wozy. Zawieźliśmy je do lasu, gdzie był wykopany okop, i tam kazali Żydówkom zejść z wozu i skupić się. Kazaliśmy Żydówkom porozbierać się do koszuli i majtek, tylko dwie młode Żydówki, które miały stare ubranie, nie kazaliśmy im się rozebrać. Po rozebraniu się zaczęli prowadzać po jednej nad okop i tam zabijali pałkami drewnianymi na końcu okutymi żelazem. Jedną gwałcili. Po zgwałceniu Żydówki ja wziąłem pałkę drewnianą od Tkacza i sam osobiście zabiłem Żydówkę, którą gwałcili, uderzając ją pałką trzy razy w głowę, i wpadła do okopu, zaś pozostałe Żydówki zabili ci osobnicy, których nazwisk nie znam. Wyjaśniam, że w jednym okopie leży szesnaście Żydówek, a w drugim okopie leżą cztery Żydówki. Z pomordowanych otrzymałem pantofle i jedną sukienkę, zaś resztę ubrania zabrali wyżej wymienieni i zanieśli do gospodyni na Dybełki.”

## Upamiętnienie

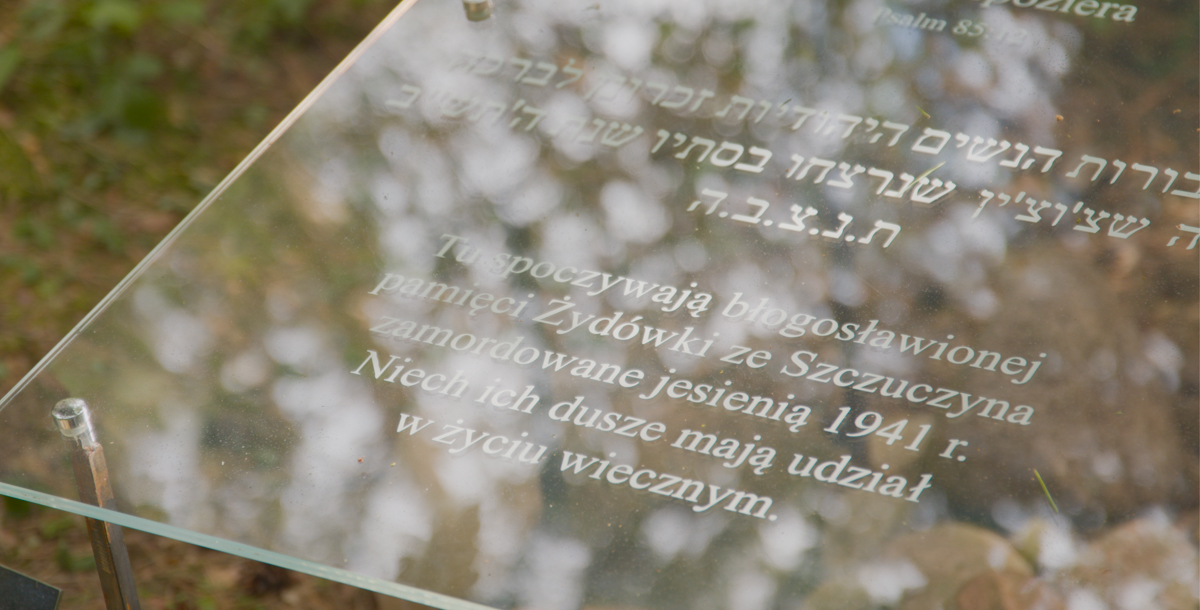
Tablica w lesie Dybełka, nieopodal wsi Bzury, 10 lipca 2023 r.

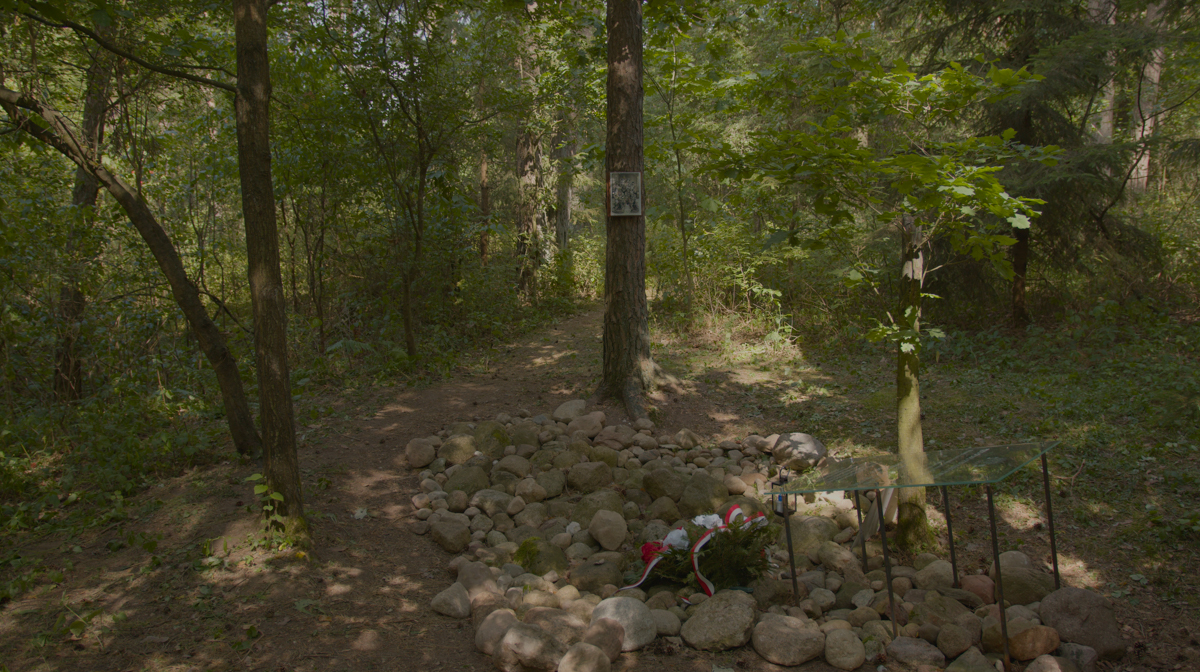
Tablica w lesie Dybełka, nieopodal wsi Bzury. 10 lipca 2023 r.

W lipcu 2017 w miejscu zbrodni odsłonięto niewielki pomnik ufundowany przez Michała Panderę, a zaprojektowany przez Piotra Grzegorka. Umieszczono na nim cytat z psalmu 85. Prawda spod ziemi wyrasta, a sprawiedliwość z nieba spoziera oraz napis:

Tu spoczywają błogosławionej pamięci Żydówki ze Szczuczyna zamordowane jesienią 1941 r. Niech ich dusze mają udział w życiu wiecznym.

Zgodnie z decyzją gminy żydowskiej napis nie zawiera informacji o sprawcach.
19–22 czerwca 2023 odsłonięto w tym miejscu nowy, większy pomnik. Ponownie z napisem, na który zgodziła się gmina żydowska w Warszawie w 2017, tym razem jednak w języku hebrajskim i polskim. Fundatorami nowego upamiętnienia byli: Grzegorek Piotr, Marvins Mike, Pandera Michał, Parypa Eliyahu Yosef, Szmulowicz Frank, Tryczyk Mirosław. Zaprojektował i wykonał je ponownie Piotr Grzegorek.